# 扁鹊
扁鹊（约前407年—约前310年），原姓秦（姬姓秦氏，秦朝以前，姓氏分離，男子稱氏，女子稱姓。），名越人，一名緩，号卢医、扁鹊，中國戰國時代醫師。约生於周威烈王十九年（公元前407年）前后，卒于周赧王五年（公元前310年）。传说中東周战国時期姜齐勃海郡莫州（今河北省任丘市鄚州鎮）人。与华佗、张仲景、李时珍并称中国古代四大名医。
其實「扁鵲」是他的綽號。唐张守节《史记正义》云：“《黄帝八十一难序》云：‘秦越人与轩辕时扁鹊相类，仍号之为扁鹊。又家于卢国，因命之曰卢医也。’”《史记·扁鹊列传》云：“（秦越人）为医或在齐，或在赵，在赵者名扁鹊。”据此，“扁鹊”仅为秦越人在赵地行医之名。又因秦越人曾在盧國（国都在今湖北省襄阳市西南，公元前613年被楚国吞併；一說齊國盧邑，即今山東省济南市長清区）行醫，人稱「盧醫」。扁鹊奠定了中医学的切脈诊断方法，开启中医学之先河。据《汉书·艺文志》载，扁鹊有著作《内经》和《外经》，均佚。相傳《難經》亦為扁鵲所著。
学界一说扁鹊乃古代良医的称号，非特定一人。

## 生平
《史记·扁鹊列传》载扁鹊事凡四：曰受医长桑君，曰诊疾赵简子，曰救治虢太子，曰望诊齐桓侯。
受医长桑君一事，除《史记》外，诸书俱无载、无考。據稱扁鵲青年时曾替贵族管理客馆，因而结识了奇人长桑君，与其结交，習得肉眼透视人体的能力，能“视见垣一方人”，成了被人認為是起死回生的神醫，其後開始往各國行醫。
诊疾赵简子事，《史记·赵世家》、《史记·扁鹊列传》、《论衡·纪妖》皆载。《扁鹊列传》记此事为晋昭公时，《索隐》曰：“案《左氏》，简子专国，在定顷二公之时，非当昭公之世。且《赵系家》叙此事亦在定公之初。”《史记•赵世家》载：“晋顷公之十二年，六卿以法诛公族祁氏、羊舌氏，分其邑为十县，六卿各令其族为之大夫。晋公室由此益弱。后十三年，鲁贼臣阳虎来奔，赵简子受赂，厚遇之。赵简子疾，五日不知人。……晋出公十七年，简子卒。”赵简子执政于晋顷公、晋定公二公之际，即前525——前475年，卒于公元前458年。《史记正义》于《扁鹊列传》、《赵世家》“七世而亡”句下注曰：“晋定公、出公、哀公、幽公、烈公、孝公、静公为七世。静公二年，为三晋所灭。据此及《赵世家》，简子疾在定公十一年也。”晋定公十一年即前501年，秦越人诊疾赵简子。《史记·扁鹊列传》记为“晋昭公”误。《汉书·高帝纪》颜师古注引韦昭语谓“越人魏桓侯时医”，《汉书》颜注“魏无桓侯”辨其非。
救治虢太子事，《史记·扁鹊列传》、《韩诗外传》卷十、《说苑·辨物》俱载。在虢國（國都上陽，今河南省三门峡市陕州区）行醫，正巧遇上虢國國君的太子猝死。秦越人立刻前往並提供解決之法，他認為太子只不過是患了熱氣病，只要看看下身是否溫暖，聽聽他的耳朵是否有聲響，看看他的鼻孔是否有擴張，就可以知道太子是否仍然生存。他救了虢國太子，自此他起死回生的醫術就不脛而走。唐《史记正义》、刘宋《史记集解》、唐《史记索隐》均认为《史记·扁鹊列传》所载“（诊疾赵简子事）其后扁鹊过虢”句，古虢国（西虢国）是在此前120年被晋献公所灭。又洛州汜水县古东虢国是在此前237年被郑国所灭。此救治虢太子之扁鹊与号称扁鹊之秦越人应非同一人。
望诊齐桓侯事，《史记》本传、《韩非子·喻老》、《新序杂事》（卷二）均载。後來到了田齊，遇上了田齊桓公田午，《韩非子·喻老》称其為蔡桓公（前714——前695年在位），扁鵲一見到桓公，就對他說他有一個小病，只要立刻服藥就可以治好，桓公沒有理會。當扁鵲第二次建議要為他治病時，桓公也置之不理。當第三次扁鵲見到桓公時，桓公發覺自己的身體果然像扁鵲所說一樣，病徵散發出面，極為嚴重，他這才向扁鵲請教，可是扁鵲說由於桓公對於他的勸告置之不理，現在已經沒能救了。過了不久，桓公果然死了。田齊桓公卒年按《史记》与《通鉴》基本一致，即前384——前380年。因此史家对诊疾赵简子事与望诊齐桓侯事相差120年多表疑问。
《鶡冠子·世贤》曰：

煖曰：“王独不闻魏文王之问扁鹊耶？曰：‘子昆弟三人，其孰最善为医？’扁鹊曰：‘长兄最善，中兄次之，扁鹊最为下。’魏文侯曰：‘可得闻耶？’扁鹊曰：‘长兄于病视神，未有形而除之，故名不出于家。中兄治病，其在毫毛，故名不出于闾。若扁鹊者，鑱血脉，投毒药，副肌肤间，而名出闻于诸侯。”魏文侯曰：“善。”使管子行医术以扁鹊之道。

此借扁鹊区别医术高下喻治国方略之高下，未入《史记•扁鹊列传》。魏文王，即魏文侯，前445——前396年在位。
《列子》中记载的扁鹊曾进行心脏置换手术。
据《列子·汤问篇》记载，鲁公扈、赵齐婴二人得病，共请扁鹊治疗，扁鹊认为鲁公扈天生“志强而气弱”，赵齐婴天生“志弱而气强”，建议用对换心脏的方法来进行治疗，于是给两人喝下毒酒，使之昏迷三天，然后对换两人的心脏，继而辅以神药，两人苏醒之后病就完全好了。后来，鲁公扈回到赵齐婴家里，家里的人全都不认他；赵齐婴回到鲁公扈家里，也出现了同样的情况。两家打起了官司，扁鹊讲明了事情原委，事情得以平息。
後來扁鵲到了秦國，替秦武王（前311-前307年在位）醫療後，由於太醫令李醯妒忌扁鵲的醫術，於是設計害死了扁鵲。據傳是在离开秦国的途中，於骊山（今陕西省西安市临潼区）北面的小路被刺客劫殺。
《战国策•秦策二》卷四《医扁鹊见秦武王章》：

医扁鹊见秦武王，武王示之病，扁鹊清除。左右曰：“君之病，在耳之前，目之下，除之未必已也。将使耳不聪，目不明。”君以告扁鹊，扁鹊怒而投其石曰：“君与知者谋之，而与不知者败之，使此知秦国之政也，则君一举而亡国矣。”

顯示扁鹊不滿秦武王左右進讒阻礙其醫治，谏秦国选拔才士治国，最終秦武王因與親信比力道而死於举鼎绝膑。秦武王二年，初置丞相。以樗里疾、甘茂为左右丞相。此策当系此年（前309年）。《史记•扁鹊列传》载扁鹊与赵简子同时，而秦武王距赵简子之卒已近150年。
据先秦史料所载，扁鹊主要事迹年表：
| 事迹                 | 人名           | 时间                                   |
| -------------------- | -------------- | -------------------------------------- |
| 受医长桑君           | 扁鹊（秦越人） | 无考                                   |
| 望诊蔡桓侯           | 扁鹊           | 前714——前695年                         |
| 救治虢太子           | 扁鹊           | 前655年冬天之前                        |
| 诊疾赵简子           | 扁鹊（秦越人） | 前501年                                |
| 扁鹊对魏文王         | 扁鹊           | 前445——前396年                         |
| 望诊齐桓侯（桓公午） | 扁鹊           | 前385——前380年                         |
| 扁鹊见秦武王         | 扁鹊           | 前312年之後——前310年逝世日之前(不可考) |

诸书所载之扁鹊，行医于公元前四世纪至八世纪。
到了宋代，扁鵲被奉為「醫者之師」。《宋史》記載宋仁宗有一次身體違和，許希以針灸治癒了仁宗。仁宗非常感謝，命許希為醫官，大加賞賜。許希拜謝仁宗後，又向西拜。仁宗問其理由，許希說他不敢忘本，正在拜老師扁鵲。於是許希請求仁宗，以其賞賜為扁鵲建廟，仁宗就建了扁鵲廟，並尊扁鵲為醫神，封號「靈應侯」。

## 评价
司马迁在《史记 扁鹊仓公列传》中评价道：女无美恶，居宫见妒；士无贤不肖，入朝见疑。故扁鹊以其伎见殃，仓公乃匿亦自隐而当刑。缇萦通尺牍，父得以后宁。故老子曰“美好者不祥之器”，岂谓扁鹊等邪？

## 門人[来源请求]
- 子容，扁鵲的學生，負責藥，曾協助治療虢國太子。
- 子明，扁鵲的學生，負責灸與炊湯，曾協助治療虢國太子。
- 子遊（醫者），扁鵲的學生，負責按摩，曾協助治療虢國太子。
- 子儀，扁鵲的學生，負責反神與脈神，曾協助治療虢國太子。著有《子儀本草》。
- 子越，扁鵲的學生，負責扶形，曾協助治療虢國太子。
- 子陽，扁鵲的學生，負責磨礪針石，曾協助治療虢國太子。
- 子豹，扁鵲的學生，負責藥方調配與煎煮，曾協助治療虢國太子。
- 子同、子術等人，皆扁鵲的學生。
- 許希，宋仁宗時醫官，善針灸。

## 各地遺跡
- 河北邢台附近有內丘山（近戰國時趙簡子贈扁鵲的封地，作采藥用）
- 陝西驪山下有廟。
- 記載宋仁宗為扁鵲建廟。
- 成都老官山汉墓出土了疑似扁鹊学派书籍的简牍。

## 图腾人物
二十世纪七十年代山东省微山县两城乡两城山出土的4幅东汉画像石《扁鹊针灸行医图》，为一半人半鸟之状。同期出土的汉墓彩绘帛画《老妇问医图》所绘神医扁鹊为人身鹊首之状。《汉书·艺文志》载《泰始皇帝扁鹊俞跗方》二十三卷，说明春秋战国至东汉前，已经把扁鹊与黄帝相提并论神化。
清梁玉绳《汉书人表考》言“扁”，“似当音篇，乃翩省文，取鹊飞翩翩之义”。

## 延伸阅读
[在维基数据编辑]
 在维基文库阅读此作者作品（ 在维基共享资源阅览影像、分类）
 《史記/卷105》，出自司馬遷《史記》

## 外部連結
- 神醫扁鵲 （页面存档备份，存于）（已失效）